# Ла-Ескондіда (Техас)
Ла-Ескондіда (англ. La Escondida) — переписна місцевість (CDP) в США, в окрузі Старр штату Техас. Населення — 183 особи (2020).

## Географія
Ла-Ескондіда розташована за координатами 26°22′50″ пн. ш. 98°52′25″ зх. д. / 26.38056° пн. ш. 98.87361° зх. д. (26.380650, -98.873728).  За даними Бюро перепису населення США в 2010 році переписна місцевість мала площу 0,15 км², уся площа — суходіл.

## Демографія
Згідно з переписом 2010 року, у переписній місцевості мешкали 153 особи в 42 домогосподарствах у складі 36 родин. Густота населення становила 1017 осіб/км².  Було 48 помешкань (319/км²).
Расовий склад населення:
| - 100,0 % — білих |

До двох чи більше рас належало 0,0 %. Частка іспаномовних становила 100,0 % від усіх жителів.
За віковим діапазоном населення розподілялося таким чином: 37,3 % — особи молодші 18 років, 53,5 % — особи у віці 18—64 років, 9,2 % — особи у віці 65 років та старші. Медіана віку мешканця становила 28,1 року. На 100 осіб жіночої статі у переписній місцевості припадало 91,2 чоловіків;  на 100 жінок у віці від 18 років та старших — 77,8 чоловіків також старших 18 років.
Цивільне працевлаштоване населення становило 11 осіб. Основні галузі зайнятості: освіта, охорона здоров'я та соціальна допомога — 100,0 %.